# Piotr Jan Sokołowski
Piotr Jan Sokołowski herbu Pomian (ur. ok. 1590, zm. 1652) – ksiądz katolicki, kanonik i prepozyt kapituły chełmińskiej, pierwszy biskup pomocniczy chełmiński (mianowany w 1645).

## Życiorys
Pochodził z rodziny szlacheckiej herbu Pomian. Był synem Jana i Katarzyny z Trzebińskich. Pobierał nauki w kolegium jezuitów w Toruniu. W marcu 1608 na zamku w Lubawie otrzymał od biskupa Gembickiego tonsurę. Pod koniec tego samego roku mianowany został koadiutorem kanonika chełmińskiego Fryderyka Zaleskiego. Kanonikiem został w 1616 po śmierci Zaleskiego. Należał do najbliższego otoczenia biskupa Konopackiego, do tzw. familiaris. Od 1625 był oficjałem kapituły chełmińskiej, a od 1628 administratorem dóbr kapitulnych, w 1634 wybrany jej prepozytem. Był proboszczem parafii w Lichnowach na Żuławach (1641 - 1646) i w Czarnowie. W 1645 otrzymał probostwo parafii św. Jana w Toruniu. W tym samym roku biskup Kasper Działyński mianował go pierwszym biskupem pomocniczym diecezji chełmińskiej. Prekonizowany 21 marca 1645 przez papieża Innocentego X otrzymał stolicę tytularną Orthosias w Carii. Probostwo w Toruniu zachował jako dotację sufraganii. Konsekrował ołtarz główny kościoła parafialnego w Malborku oraz ołtarz pw. błogosławionego Jana Łobdowczyka w kościele św. Jakuba i Mikołaja w Chełmnie. Zmarł około roku 1652 (lub 1651).